# Abatoleon camposi
Abatoleon camposi är en insektsart som först beskrevs av Banks 1908.  Abatoleon camposi ingår i släktet Abatoleon och familjen myrlejonsländor. Inga underarter finns listade i Catalogue of Life.